# Samuele Bersani
Samuele Bersani (Rimini, 1 de outubro de 1970) é um cantor italiano que iniciou sua carreira em 1991.
No 2000 Samuele Bersani participa do Festival de Sanremo na categoria Campeões com a música "Replay", e obtem o prêmio da crítica "Mia Martini". Em novembro do mesmo ano se reapresenta em Sanremo, mas desta vez para conquistar a "Targa Tenco", considerado o prêmio italiano de maior prestígio na música, como o melhor álbum do ano 2000.
No 2004  lança Caramella smog, o álbum com o qual no 2004 ganhou duas "Targa Tenco", melhor canção com Cattiva, e melhor álbum do ano.
Em 2007, Bersani venceu o "Voci per la liberta" patrocinado pela "Anistia Internacional Italy" com a mǘsica "Occhiali Rotti", uma canção escrita em memória do jornalista Enzo Baldoni.
O 19 de setembro de 2013, seu álbum Nuvola numero nove colocou-se na primeira posição dos mais vendidos na Itália.

## Discografia

### Álbuns
- 1992 - C'hanno preso tutto
- 1995 - Freak.[5]
- 1997 - Samuele Bersani
- 2000 - L'oroscopo speciale
- 2003 - Caramella smog
- 2006 - L'aldiquà
- 2009 - Manifesto abusivo
- 2013 -  Nuvola numero nove

### Singles
- 1992 - Chicco e Spillo
- 1993 - Bottiglie vuote
- 1995 - Freak
- 1995 - Cosa vuoi da me?
- 1995 - Spaccacuore
- 1997 - Giudizi universali
- 1997 - Coccodrilli
- 1997 - Lolita
- 2000 - Replay
- 2000 - Il pescatore di asterischi
- 2001 - Chiedimi se sono felice
- 2002 - Le mie parole
- 2002 - Senza Titoli
- 2003 - Cattiva
- 2006 - Lo scrutatore non votante
- 2006 - Lascia Stare
- 2006 - Sicuro precariato
- 2007 - Una delirante poesia